# Holzmesser (Beruf)
Holzmesser traten mit dem Aufkommen von Fixpreisen für eine bestimmte Holzmenge gegen Ende des 18. Jahrhunderts in Erscheinung. Erst dann wurde es allgemein üblich, neben Nutz- auch Brennholz genau zu messen. Das durch Holzhauer geschlagene und aufbereitete Holz wurde durch die Forstbeamten kontrolliert und dann zu Klaftern aufgesetzt. Der sogenannte Klafter war dazumal das gebräuchlichste Mass für Brennholz und ursprünglich ein Längenmaß, welches die Spanne, die ein Mann mit ausgestreckten Armen erreichen konnte, bezeichnete. Er wurde mit dem Messstock (Klaftermaß) festgelegt (ca. 1,9 Meter Seitenlänge und Höhe 0,6 bis 0,9 Meter Breite). Diese Tätigkeit übten in Frankfurt a. M. ursprünglich Frauen aus, wobei 1623 bestimmt wurde, dass „die Weibspersonen, welche sich künftig beim Holzmessen betreten lassen, ins Narrenhaus geführt“ werden sollten.